# Iscadida
Iscadida is een geslacht van kevers uit de familie bladkevers (Chrysomelidae).
De wetenschappelijke naam van het geslacht werd in 1843 gepubliceerd door Louis Alexandre Auguste Chevrolat.

## Soorten
- Iscadida joliveti Daccordi, 1983
- Iscadida minuta Daccordi, 1983
- Iscadida youngai Daccordi, 1983